# Евгеньевка (Дагестан)
Евгеньевка (Штраухдорф) — бывший немецкий хутор в Хасавюртовском районе Дагестана Россия. 

## География
Располагалось на реке Яман-су, в 4 км южнее села Новосельского.

## История
Евгеньевка один из первых населенных пунктов основанных немцами на территории Дагестана. Основано как хутор в 1889 году, переселенцами из Таврической губернии. Уже к 1914 году население хутора составляло 254 человека. Населяли его немцы исповедовавшие лютеранство и меннонитство. Хутор был покинут в 1918 году после чеченского рейда по Хасавюртовскому округу. Вновь заселен в начале 20-х годов чеченцами, а также вернувшимися немцами (50 человек). 
По данным на 1926 год хутор Евгеньевна состоял из 41 хозяйства. В административном отношении входил в состав Баташюртовского сельсовета Хасавюртовского района. 
В 1939 году на хутор в плановом порядке были переселены лакцы из села Чуртах Лакского района. В тот год хутор входил в состав Аджи-Мажагатюртовского сельсовета.
Окончательно покинуто в 1944 году после высылки из Дагестана немецкого и чеченского населения, а лакское население было переселено в село Новочуртах.

## Население
| 1905 | 1914 | 1926 | 1939 |
| ---- | ---- | ---- | ---- |
| 250  | ↗252 | ↘134 | ↗457 |

По переписи 1926 года на хуторе проживало 134 человека, из которых:
| Национальность | Количество хозяйств | Мужчин | Женщин | Обоего пола | % от общего количества |
| -------------- | ------------------- | ------ | ------ | ----------- | ---------------------- |
| Чеченцы        | 24                  | 37     | 30     | 67          | 50                     |
| Немцы          | 15                  | 30     | 22     | 52          | 39                     |
| Кумыки         | 2                   | 8      | 7      | 15          | 11                     |
| Всего          | 41                  | 45     | 59     | 134         | 100                    |

## Факты
Название колонии сохранилось в название канала «Евгеньевка» расположенного в Хасавюртовском районе, пролегающего по бывшей территории колонии.